# Liste von Linux-Distributionen

Das Linux-Maskottchen Tux

Diese Liste von Linux-Distributionen enthält eine nach Derivaten alphabetisch gegliederte Auswahl von Linux-Distributionen. Eine stichwortartige Beschreibung gibt nur die wichtigsten Alleinstellungsmerkmale wieder. Mehr Informationen, wie Verbreitung, Versionen, Sprachen oder Lizenzierung zu den einzelnen Distributionen sind im jeweiligen Hauptartikel zu finden.
Eine Linux-Distribution ist eine Zusammenstellung von Software auf Basis des Linux-Kernels. Für andere Unix-Betriebssysteme wie beispielsweise BSD oder Solaris gibt es separate Distributionslisten. Da immer wieder zahlreiche unbedeutende Derivate und Neuzusammenstellungen von bekannten Distributionen gegründet werden, werden hier nur etablierte Distributionen genannt. Unterschiedliche Ausgaben der gleichen Distribution – mit beispielsweise anderem Installationsverfahren, einer anderen Desktop-Umgebung oder Optimierung für andere Hardware – werden nur einmal genannt, auch wenn sie einen anderen Namen tragen.

## Arch und Derivate

Arch-Derivate

Arch ist eine Linux-Distribution mit Rolling Releases, d. h., Releases entsprechen dem aktuellen Stand der Paketarchive. Da das Entwicklerteam dem KISS-Prinzip („keep it simple, stupid“) folgt und die Distribution somit auf grafische Einrichtungswerkzeuge verzichtet, ist Arch eher bei fortgeschrittenen Linux-Benutzern zu finden. Einige Arch-Derivate bieten eine grafische Installations- und Benutzeroberfläche an und eignen sich daher auch für Anfänger. Die meisten Arch-Derivate nutzen pacman als Paketverwaltungssoftware.
| Distribution | Beschreibung |
| ------------ | --- |
| ArchBang     | Leichtgewichtige Distribution für ältere Hardware, die sich an Nutzer richtet, die Arch Linux bereits kennen. |
| ArcoLinux    | Aus (dem inzwischen eingestellten) ArchLabs hervorgegangene Distribution, die sich als Lernsystem für den Umgang mit Arch Linux versteht. |
| Artix        | „Eine systemd-freie, schnelle & einfache“ Arch-Distribution. |
| Asahi Linux  | Eine Portierung auf ARM-Macs („Apple Silicon“). |
| BlackArch    | BlackArch ist ein relativ junges Arch-Derivat, das auf die Bedürfnisse von IT-Forensikern und Penetrationstestern ausgerichtet ist. |
| CachyOS      | Auf Performance und Benutzerfreundlichkeit ausgelegte Distribution, die seit 2024 unter anderem zum Spielen unter Linux entwickelt wird. |
| EndeavourOS  | Der Nachfolger von Antergos verwendet als Installationsprogramm Calamares, bleibt aber nach eigener Aussage möglichst nahe an Arch Linux dran. |
| Garuda       | Arch-Distribution, die vor allem auf Gaming und Performance ausgelegt ist, mit eigenen graphischen Tools zur einfacheren Bedienbarkeit. |
| Manjaro      | Distribution aus Deutschland, Frankreich und Österreich, die sich mit eigenem Installer (grafisch sowie auch als CLI) und grafischer Benutzeroberfläche an Anfänger sowie fortgeschrittene Benutzer richtet. Die Distribution gibt es mit diversen Desktop-Umgebungen. |
| Parabola     | Arch-Derivat, das nur freie Software enthält; die Arch-Repos werden größtenteils übernommen und für einige proprietäre Pakete wird Ersatz im libre-Repo bereitgestellt.                                                                                                |
| SystemRescue | Live-CD; wurde als kleines Rettungssystem entworfen, um ein nicht mehr startbares Betriebssystem zu reparieren und Daten wiederherzustellen. |
| SteamOS      | Ist eine von Valve entwickelte Linux-Distribution, die ab Version 3 auf Arch Linux aufbaut. |

## Debian und Derivate

Debian-Derivate

Debian ist eine Distribution mit einer großen Softwareauswahl und unterstützt mit insgesamt zwölf Prozessor-Architekturen mehr als jede andere binäre Linux-Distribution.
| Distribution                              | Beschreibung |
| ----------------------------------------- | --- |
| antiX                                     | Distribution die für alte PCs (i386, x86-64) ab 128 MB RAM ausgelegt ist und verschiedene Fenstermanager zur Auswahl mitliefert. Vier Distributionen von 180 MB bis 1,4 GB |
| Aptosid                                   | Distribution mit KDE oder Xfce als Desktop-Umgebung, die jeweils die neusten Software-Pakete enthält; Rolling Releases. Die aktuelle Version wurde am 5. Mai 2013 veröffentlicht.                                                                                                  |
| Bananian                                  | speziell für die Hardware des Einplatinen-Computers Banana Pi optimierte Distribution. |
| Cubian                                    | speziell für die Hardware des Einplatinen-Computers Cubieboard, Cubieboard2 und Cubietruck optimierte Distribution. |
| Damn Small                                | (DSL) minimalistische Live-Distribution, die auf alter Hardware (schon ab 16 MB RAM) läuft; die nur 50 MB große Live-CD lässt sich auch installieren. |
| DebianEdu                                 | (früher Skolelinux) eine aus Norwegen stammende Linux-Distribution für Kinder; liefert auf einer einzigen Installations-CD-ROM alle notwendigen Konfigurationsprofile, um ein typisches Schulnetzwerk zu betreiben.                                                                |
| Deepin                                    | chinesische Distribution mit einer eigenen Oberfläche namens „Deepin Desktop Environment“ auf Basis von Qt |
| Devuan                                    | an Debian orientierte Distribution ohne den umstrittenen systemd |
| DietPi                                    | ressourcenschonend ausgelegte Distribution, erweitert um Skripte, die die Systemverwaltung und Softwareinstallation vereinfachen. Die Distribution unterstützt ein breites Spektrum an Raspberry Pi incl. Derivate, PCs und Virtuelle Maschinen (VMware, VirtualBox, Proxmox etc.) |
| DoudouLinux                               | Distribution, welche speziell für Kinder gebaut wurde. |
| DuZeru                                    | Distribution, stammt aus Brasilien, kommt mit Xfce Desktop |
| Elive                                     | Live-CD, die Enlightenment DR17 als Desktop-Umgebung verwendet. |
| Finnix                                    | Live-CD für Administratoren zum Netzwerk-Monitoring und zur Dateisystem-Reparatur. |
| gNewSense                                 | Distribution, die ausschließlich Freie Software verwendet; installierbare Live-CD. |
| GParted LiveCD                            | offizielle Live-Distribution von GParted. |
| Grml                                      | textbasierte Live-CD-Distribution, die als Rettungssystem oder für System-/Netzwerk-Analysen verwendet werden kann |
| IServ                                     | Kommerzieller Kommunikationsserver mit besonderen Fokus auf Schulen. Verwendet als Quelle für Pakete direkt die Debian FTP-Server und ergänzt diese durch selbst entwickelte unter anderem mit einer Weboberfläche und Netzwerkmanagementfunktionen.                               |
| Kali                                      | auf Sicherheit, Computerforensik und Penetrationstests spezialisierte Distribution, Nachfolgeprojekt von BackTrack (siehe unter Historische Distributionen) |
| Kanotix                                   | Distribution mit KDE und LXDE als Desktop-Umgebung, die sich zum Ziel gesetzt hat, auf möglichst vielen Geräten lauffähig zu sein; unterscheidet sich von Debian durch eigene Tools und Scripts, die die Installation und Konfiguration vereinfachen.                              |
| LinuxAdvanced                             | Live-System besonders für den Schuleinsatz. |
| LMDE                                      | „Linux Mint Debian Edition“ (LMDE) ist eine zweite Ausgabe von Linux Mint. Enthält alle gängigen proprietären Multimedia-Codecs und Wireless-Treiber; auch als Universal Edition erhältlich, die nur freie Software verwendet; installierbare Live-CD.                             |
| MakuluLinux                               | basiert auf Debian Testing bzw. auf Ubuntu LTS (je nach Edition); als Desktop-Umgebungen verfügbar sind Aero, KDE, Unity, LxFce und Xfce |
| MX Linux                                  | Kooperation der antiX- und MEPIS-Communitys, die auf Debian Stable basiert und die Xfce-Desktop-Umgebung verwendet. Hauptaugenmerk sind hohe Stabilität, einfache Bedienbarkeit und solide Performance auch auf älterer Hardware.                                                  |
| Pardus                                    | Distribution aus der Türkei. Pardus wird vom Nationalen Forschungsinstitut für Elektronik und Kryptologie (UEKAE) entwickelt. Pardus verwendet die KDE-Desktop-Umgebung. |
| Parrot OS                                 | auf Debian Testing aufbauende Linux-Distribution für Desktop-Computer, Notebooks und ARM-Geräte. Schwerpunkt: Sicherheit |
| Parsix                                    | von Kanotix abgeleitete Distribution aus dem Iran, die viele Sprachen unterstützt, u. a. Persisch; verwendet Gnome als Desktop-Umgebung; installierbare Live-CD. |
| Peppermint OS                             | Debian bzw. Devuan-Derivat, enthält einen xfce-Desktop und ein Minimum an Anwendungen, um dem User die Chance zu geben, nur seine tatsächlich benötigten Pakete zu installieren |
| Raspberry Pi OS (ehemals Raspbian)        | speziell für die Hardware des Einplatinen-Computers Raspberry Pi optimierte Distribution. |
| Siduction                                 | auf Debian unstable (sid) aufbauende Linux-Distribution für Desktop-Computer und Notebooks mit neuesten Software-Paketen als Rolling Release |
| SimplyMEPIS                               | Distribution der Firma MEPIS Inc. mit der KDE–Desktop-Umgebung die sich auf einfache Benutzung und Installation für unerfahrene Benutzer konzentriert. |
| SolydXK                                   | SolydXK ist in zwei Varianten verfügbar – einmal als SolydK mit der KDE–Desktop-Umgebung sowie als SolydX mit dem Xfce-Desktop. Die Distributionen legen den Fokus auf Stabilität, Sicherheit und einfache Handhabung.                                                             |
| SparkyLinux                               | basiert auf Debian Testing; richtet sich an Desktop-Benutzer; als Desktop-Umgebungen verfügbar sind u. A. LXDE, MATE, Xfce, KDE, LXQt |
| The Amnesic Incognito Live System (Tails) | USB-Stick-Distribution mit dem Ziel, die Privatsphäre und Anonymität der Nutzer im Internet zu gewährleisten. |
| Univention Corporate Server               | kommerzielle Distribution mit integriertem Managementsystem der Firma Univention, eine kostenfreie Core-Version ohne Einschränkungen steht ebenfalls zur Verfügung |
| Vyatta Open-Firmware-Router               | spezialisiert auf Routing vor allem in größeren Netzen (BGP, OSPF etc.) durch Verwendung von Zebra; basiert auf Debian, mit kommerzieller und GPL-Lizenz |
| Whonix                                    | Legt auf Privatsphäre, Sicherheit und Anonymität im Internet wert. Um dies zu erreichen setzt Whonix insbesondere auf die Nutzung des Tor-Netzwerks. |

### Knoppix und Derivate

Knoppix-Derivate

Knoppix war die erste Live-Distribution, die eine große Popularität erlangte. Heute weist sie, für eine Live-Distribution, einen großen Softwareumfang auf. So sind beispielsweise sowohl die Gnome- als auch die KDE-Desktop-Umgebung auf der DVD enthalten.

### Ubuntu und Derivate

Ubuntu-Derivate

Ubuntu ist ein Debian-Derivat, das für Heimrechner optimiert wurde. In Ubuntu können proprietäre Treiber nachinstalliert werden. Die Ubuntu-Entwickler veröffentlichen zahlreiche Neuzusammenstellungen mit teilweise fantasievollen Namen. Schlussendlich beruhen alle diese Neuzusammenstellungen nur auf einer unterschiedlichen Auswahl der bei der Erstinstallation enthaltenen Pakete. Basissystem, Installationsprogramm und Repositories sind hingegen identisch. Somit ist es auch möglich, eine Distribution durch Nachinstallieren um den Funktionsumfang einer anderen Neuzusammenstellung zu erweitern. Daneben gibt es noch diverse, teilweise stark spezielle Varianten, die von Canonical Ltd. veröffentlicht und oft auch als „inoffizielle Ubuntu-Derivate“ bezeichnet werden. Die von den Ubuntu-Entwicklern veröffentlichten Ubuntu-Neuzusammenstellungen sind im Hauptartikel zu finden.
| Distribution             | Beschreibung |
| ------------------------ | --- |
| Artistix                 | Live-DVD-Distribution mit einer großen Auswahl an freier Audio-, Grafik- und Video-Software. Sie verwendet die KDE-Desktop-Umgebung. |
| Bodhi Linux              | verwendet Moksha, eine Abspaltung von Enlightenment, als Desktop-Umgebung und ist speziell für die Nutzung mit älterer Hardware ausgelegt. Früher wurde standardmäßig Enlightenment verwendet, was auch nach wie vor möglich ist. |
| Caixa Mágica             | portugiesische Distribution, die ursprünglich auf SuSE oder Mandriva basierte. |
| Comfusion                | Comfusion (zuvor Uberyl) ist eine auf den Desktop und 3D-Anwendungen spezialisierte Distribution. |
| dyne:bolic               | speziell für Medienaktivisten und Künstler geschaffene Live-Distribution, die eine Vielzahl an Programmen für die Verarbeitung von Ton und Filmen enthält. |
| elementary OS            | im Jahr 2007 entstandenes freies Software-Projekt, das ursprünglich eine Sammlung von Programmen und Designs für Ubuntu zusammenstellte, welche sich stark am „Look and Feel“ von Mac OS X orientierten. |
| Emmabuntüs               | basiert auf Xubuntu und ist für alte Computer mit wenigen Ressourcen optimiert. |
| Estobuntu                | auf die estnische Sprache angepasstes Kubuntu-Derivat. Darin enthalten sind Multimedia-Codecs, Java, Firefox-Plug-ins und Modifizierungen für den estnischen Personalausweis, welcher ohne zusätzliche Installation mit den meisten Chipkarten-Geräten in Estland zur digitalen Unterschrift funktioniert. |
| Feren OS                 | ist auf einfache Bedienbarkeit ausgelegt. Es gibt verschiedene Desktop-Layouts, die an die Oberflächen von Windows und macOS erinnern. |
| Goobuntu                 | Ubuntu-Derivat von Google Inc., das jedoch nur intern eingesetzt und nicht vermarktet wurde. |
| Joli OS                  | Joli OS (zuvor Jolicloud) ist eine auf Webanwendungen ausgerichtete Distribution. |
| Karoshi                  | für Schulserver optimierte Distribution. |
| Kiwi                     | speziell für die rumänische und ungarische Sprache angepasstes Ubuntu-Derivat, das außerdem Multimedia-Codecs enthält. |
| LiMux                    | nach ISO 9241 zertifizierte Distribution, die von der Stadt München in der Verwaltung bis 2020 eingesetzt wurde. |
| Linux Lite               | orientiert an den Ubuntu-Langzeitversionen mit Schwerpunkt Ressourcenschonung; stabile Versionen seit Oktober 2012. |
| LuninuX OS               | (einst Sn0wL1nuX) Live-Distribution, die versucht neue Wege bei der Gestaltung der Benutzeroberfläche zu beschreiten. |
| LXLE                     | ist ein Lubuntu-Derivat mit LXDE als Desktop-Umgebung |
| Linux Mint               | enthält alle gängigen proprietären Multimedia-Codecs und Wireless-Treiber; auch als Universal Edition erhältlich, die nur freie Software verwendet; installierbare Live-CD. |
| Netrunner                | Linux-Distribution von Blue Systems auf Basis von Debian. Netrunner Rolling ist mit Manjaro Linux verschmolzen. |
| Nova                     | Distribution, die von der Universidad de las Ciencias Informáticas in Havanna/Kuba entwickelt wird. |
| OpenGEU                  | früher unter dem Namen Geubuntu bekannte Distribution aus Italien; verwendet Enlightenment als Desktop-Umgebung. |
| OSGeoLive                | LXQT-Desktop mit fünfzig Anwendungen in den Bereichen Karten, Kartierung und Geodaten. Sie ist ein Projekt der Open Source Geospatial Foundation (OSGeo). |
| OS4                      | auf Xubuntu basierende Distribution aus den Vereinigten Staaten, die früher unter dem Namen PC/OS bekannt war und Open Desktop als Desktop-Umgebung verwendet. |
| Pop! OS                  | Distribution mit Gnome und bietet vollständigen Out-Of-The-Box-Support für AMD- und Nvidia-GPUs |
| Poseidon                 | Distribution für wissenschaftliche Zwecke. |
| Puredyne                 | Distribution mit Xfce zur Video- und Sound-Bearbeitung. |
| Qimo                     | Live-CD speziell für Kinder. Sie enthält mehrere Spiele und Lernprogramme, welche für Kinder ab drei Jahren geeignet sind. Das Interface wurde so gestaltet, dass es einfach und leicht zu bedienen ist. Zum Beispiel helfen große und bunte Symbole leicht auf die mitgelieferte Software zuzugreifen. |
| Sabily                   | Sabily (vormals Ubuntu Muslim Edition) ist eine Ubuntu-Version für Muslime. Sie enthält Programme wie Gebetszeiten und Koran-Lehrmaterial. |
| StartOS                  | StartOS (zuvor Ylmf OS) ist eine chinesische Distribution, die versucht die Oberfläche von Windows nachzuahmen. Während die ersten Versionen auf Fedora basierten sind aktuelle Versionen Ubuntu basiert. |
| Super OS                 | Super OS (früher Super Ubuntu) bietet Multimedia-Unterstützung. |
| Symphony OS              | Symphony OS verwendet Mezzo als Desktop und FVWM als Window-Manager |
| Trisquel                 | aus Spanien stammende Distribution, die ausschließlich Freie Software verwendet; installierbare Live-CD; Gnome-Oberfläche. |
| Tuxedo OS                | Tuxedo OS ist speziell optimiert und vorinstalliert auf den Laptops und PCs von Tuxedo Computers. |
| Ubuntu Christian Edition | Ubuntu-Version für Christen. Sie enthält die Bibelsoftware Xiphos mit mehreren englischsprachigen Ausgaben der Bibel und Bibelkommentaren. Es wird die Filter-Software Dansguardian installiert, die den Zugriff auf nicht jugendfreie Websites verhindert. |
| Ubuntu Privacy Remix     | Live-CD, die als ein Inselsystem eine komplett abgeschottete Arbeitsumgebung für vertrauliche Daten bietet. Der Systemkern wurde so modifiziert, dass kein Festplatten- und Netzwerkzugriff möglich ist. Es enthält die Verschlüsselungsprogramme TrueCrypt und GnuPG. Mittels eines erweiterten Truecrypt-Volumes werden die lokalen Einstellungen sicher für weitere Sitzungen auf einem Wechseldatenträger gespeichert. |
| VoiceBuntu               | VoIP-Live-Distribution mit VoiceOne als graphische Oberfläche zur Konfiguration des darunter liegenden Asterisk Telefonieservers. |
| Zentyal                  | Server-Distribution für Netzwerke von kleinerer bis mittlerer Größe, die als Alternative zum Windows Small Business Server gilt. |
| ZevenOS                  | (vormals Zebuntu) Distribution mit einem BeOS-ähnlichen Desktop; verwendet die ressourcenschonende Desktop-Umgebung Sawfish; läuft ab 500 MHz CPU und 192 MB RAM. |
| Zorin OS                 | Distribution, die sich stark an der Benutzeroberfläche von Windows orientiert. |

## Gentoo und Derivate

Gentoo-Derivate

Gentoo ist eine quellbasierte Linux-Distribution für fortgeschrittene Linux-Benutzer, die ihr System komplett individuell einrichten möchten. Auf Gentoo basierende Distributionen verwenden oft den von Gentoo entwickelten Paketmanager „Portage“.
| Distribution | Beschreibung |
| ------------ | --- |
| Chromium OS  | von Google entwickelte Distribution, bei der – neben Linux – der Webbrowser Chromium das zentrale Element darstellt. Die ersten Chromium OS-Versionen vor 2010 basierten auf Ubuntu. Von Chromium OS wird die Variante ChromeOS abgeleitet. |
| Funtoo       | Neue Distribution des Gentoo-Gründers Daniel Robbins mit technischen Neuerungen gegenüber Gentoo. |
| Parted Magic | Live-Distribution mit LXDE als Desktop-Umgebung. Bietet GParted zur Partitionierung. |
| Sabayon      | Installierbare Live-Distribution für fortgeschrittene Linux-Benutzer. |
| Tin Hat      | Auf hohe Sicherheit und Stabilität ausgelegte Live-Distribution. |
| Toorox       | Live-DVD mit einem KDE-System ähnlich Knoppix, wobei teilweise davon stammende Funktionen genutzt werden. |
| Ututo        | Distribution, die von der Universidad Nacional de Salta in Argentinien entwickelt wird. |

## Red Hat Linux und Derivate

Redhat-Derivate

Red Hat Linux (RHL, nicht zu verwechseln mit RHEL) wurde von 1994 bis ins Jahr 2003 von der Firma Red Hat entwickelt. Obwohl diese Distribution heute nicht mehr weiterentwickelt wird, basieren diverse noch heute gepflegte Distributionen auf ihr. Als direkter Nachfolger von RHL kann Fedora gesehen werden. Der weit verbreitete RPM Package Manager, der heute das Gemeinsame an vielen Red Hat-Derivaten ist, stammt ursprünglich aus Red Hat Linux.
| Distribution | Beschreibung |
| ------------ | --- |
| ALT Linux    | Distributions-Projekt aus Russland mit mehreren Varianten (darunter einer Desktop-Version) für verschiedene Einsatzbereiche. |
| PLD          | polnische Distribution, die sich an fortgeschrittene Anwender richtet.                                                       |
| Turbolinux   | kommerzielle, kostenpflichtige Distribution von Turbolinux, Inc.; vorwiegend im südost-asiatischen Raum verbreitet.          |
| Vine         | aus Japan stammende und für Japan optimierte Distribution.                                                                   |

### Fedora-Derivate

Fedora-Derivate

Fedora kann als einziger direkter Nachfolger von Red Hat Linux (RHL) gesehen werden. Es verwendet nur Inhalte mit vollständig freien Lizenzen. Viele ehemalige RHL-Derivate basieren heute auf Fedora.
| Distribution   | Beschreibung |
| -------------- | --- |
| ASPLinux       | russische Linux-Distribution mit sehr guter Multimedia-Unterstützung |
| Aurox Linux    | in Polen entwickelte Distribution für den europäischen Markt, inzwischen eingestellt |
| Berry Linux    | Live-System aus Japan |
| BLAG           | Ein-CD-Distribution, optimiert für Desktop-Nutzer. Enthält nur freie Software. |
| Ekaaty         | brasilianisches Distributions-Projekt das auf KDE und BrOffice.org aufbaut. |
| FedBerry       | Ein Fedora Remix optimiert für den Raspberry Pi |
| Fuduntu        | Eine Distribution, welche besonders energieeffizient arbeitete und sich daher besonders gut für mobile Rechner wie Laptops und Netbooks eignete. Ab Anfang November 2011 war Fuduntu von Fedora abgespalten und nutzte seitdem eigenständige Codes. Ende April 2013 wurde vom Projekt der Entschluss gefasst, dass Fuduntu mit Version 2013.3 eingestellt wird. Bis Ende September 2013 gab es noch Fehlerbereinigung und Support. |
| Hanthana       | Distribution aus Sri Lanka |
| Korora         | Fedora-basierte Distribution mit KDE Plasma Desktop, Gnome, Xfce, Cinnamon oder MATE, an Anfänger gerichtet |
| Linpus Linux   | in China zwischenzeitlich weit verbreitete Distribution von Linpus Technologies Inc., wurde auf Netbooks ausgeliefert |
| Linux XP       | eingestellt (letzte Version vom 4. November 2008), kommerzielle Distribution, welche die Windows-kompatible Laufzeitumgebung Wine verwendet, damit einige für Windows geschriebene Programme auch auf Linux XP lauffähig sind. |
| MythDora       | ein Videorekorder auf Basis von MythTV und Fedora |
| Nobara Linux   | auf Gaming optimierte Distribution, die sich auch an Linux-Einsteiger und Content-Creator richtet |
| Noys           | richtet sich vor allem an Web-Entwickler |
| Ojuba          | Distribution die sich mit ihrer Gestaltung und ihrem Softwareangebot vorwiegend an arabische Anwender richtet. |
| Omega          | enthält unfreie Audio- und Video-Codecs sowie zusätzlich die Multimediaplayer Xine oder MPlayer |
| Open Xange     | 2015 umbenannt zu eZeY, eingestellt (letzte Open Xange Version vom 12. Februar 2014, letzte eZeY Version vom 4. April 2015), eine portugiesische Linux-Distribution, deren Erscheinungsbild sich an Windows Vista orientiert |
| Pidora         | speziell für die Hardware des Einplatinen-Computers Raspberry Pi optimierte Distribution. |
| Qubes OS       | eine Distribution, die versucht ein hohes Maß an Sicherheit durch Virtualisierung zu erreichen |
| Red Flag       | von den Staaten China, Südkorea und Japan vorangetriebene Distribution, die als Windows-Alternative gedacht ist. Ältere Versionen stammen von RHL ab. |
| Red Star OS    | in Nordkorea entwickelte Distribution mit Wasserzeichenfunktion |
| Trustix Secure | war eine auf Sicherheit getrimmte Distribution (u. a. für den Server-Betrieb). |
| Xange          | (früher Vixta) aus Portugal stammende Distribution mit einer Desktop-Umgebung, die der von Microsoft Windows Vista gleicht; verwendet die Windows-kompatible Laufzeitumgebung Wine, damit einige für Windows geschriebene Programme verwendet werden können; verwendet die KDE-Desktop-Umgebung. |
| Yellow Dog     | Distribution der Firma Terra Soft Solutions, die auf der PowerPC und Cell-Architektur lauffähig ist. Durch ein Abkommen von Terra Soft Solutions mit Sony Computer Entertainment wird Yellow Dog Linux auf älteren PS3-Modellen offiziell unterstützt. Yellow Dog verwendet Enlightenment als Desktop-Umgebung. |

#### Red Hat Enterprise Linux und Derivate
Red Hat Enterprise Linux (RHEL, nicht zu verwechseln mit RHL) ist eine kommerzielle, kostenpflichtige Distribution der Firma Red Hat. RHEL wird hauptsächlich auf Servern und Workstations eingesetzt. RHEL-Versionen werden jeweils aus einer aktuellen Fedora-Version abgeleitet.
| Distribution               | Beschreibung |
| -------------------------- | --- |
| AlmaLinux                  | Ein Nachfolger von CentOS 8, das ab 2022 nur noch als Rolling Release (CentOS Stream) veröffentlicht wird. AlmaLinux ist für Personen gedacht, die RHEL ohne Red Hat Support nutzen wollen. AlmaLinux ist binärkompatibel zu RHEL. |
| CentOS                     | (Community Enterprise Operating System) Eine Neuzusammenstellung von RHEL. CentOS ist für Personen gedacht, die RHEL ohne Red Hat Support nutzen wollen. CentOS ist binärkompatibel zu RHEL. |
| ClearOS                    | kommerzielle, kostenpflichtige Distribution mit dem Ziel, Desktop-Computer als Server bzw. Gateway zu verwenden. |
| Endian Firewall            | auf die Funktionen Router-, Firewall- und Gateway-Sicherheit spezialisiert und wird von der Südtiroler Firma Endian entwickelt. |
| Oracle                     | gratis downloadbare Distribution mit zwei verschiedenen Kernel-Varianten: Der Red Hat Compatible Kernel ist auf RHEL Kompatibilität ausgelegt, der Unbreakable Enterprise Kernel wurde für Oracle optimiert. |
| RedBiz                     | wie Corebiz, eine kommerzielle Distribution; wird von dem Münchner Systemhaus LIS AG entwickelt. |
| Rocks Cluster Distribution | (früher NPACI Rocks) für Supercomputer und große Rechnerverbünde optimierte – auf CentOS basierende – Distribution. |
| Rocky Linux                | Ein inoffizieller Nachfolger von CentOS 8, welcher das ursprüngliche Ziel von CentOS, eine freie Alternative zu RHEL zu bilden, fortsetzt. |
| Scientific                 | hauptsächlich von Entwicklern am Fermilab und am CERN entwickelte Distribution. Neben der Kompatibilität zu RHEL ist es das Ziel, dass nicht jedes Institut und jedes Labor eine eigene Distribution erstellen muss und dass durch eine gemeinsame Distribution allen Forschern eine gemeinsame Installations-Basis für verschiedene Experimente zur Verfügung steht. |
| SME Server                 | Server-Linux-Distribution, die – teilweise durch Plugins (sogenannte Contribs) von Drittanbietern – für sehr viele Serveraufgaben benutzt werden kann. |

### Mandriva und Derivate

Mandriva-Derivate

Mandriva (ehemals Mandrake Linux) war eine kommerzielle, aber kostenlose Distribution (auch kostenpflichtige Versionen erhältlich). Es war anwenderfreundlich und basierte ursprünglich auf RHL.
| Distribution       | Beschreibung |
| ------------------ | --- |
| Mageia             | nichtkommerzielle Distribution, die von ehemaligen Mandriva-Entwicklern gegründet wurde und Mandriva sehr ähnlich ist. |
| MCNLive            | für Netbooks optimiertes Live-System.                                                                                  |
| Open Mandriva      | Community basiertes Nachfolgeprojekt von Mandriva                                                                      |
| PAHE OS            | brasilianisches PCLinuxOS-Derivat für ältere PCs                                                                       |
| PCLinuxOS          | (PCLOS) Distribution mit Unterstützung von proprietären Grafik-Treibern und Multimedia-Plugins.                        |
| ROSA               | Kooperiert mit Open Mandriva, konzentriert sich auf höchst mögliche Stabilität.                                        |
| TinyMe             | schlanke Distribution mit Openbox als Desktop-Umgebung. Es ist für Rechner ab 64 MB RAM gedacht.                       |
| Trinity Rescue Kit | (TRK) Rettungssystem für Windows- und Linux-Systeme.                                                                   |

## Slackware und Derivate

Slackware-Derivate

Slackware ist die älteste noch heute existierende Distribution. Sie hält sich strikt an die UNIX-Prinzipien und ist im hohen Grad konfigurierbar.
| Distribution       | Beschreibung |
| ------------------ | --- |
| Absolute           | schlanke Distribution mit IceWM als Desktop-Umgebung; wurde geschaffen, um die Installation und Verwaltung von Slackware leichter zu machen.              |
| Agilia             | russische Distribution, die einen eigenen Paketverwalter namens mpkg enthält.                                                                             |
| Arktur             | Weiterentwicklung des c’t/ODS-Schulserver Arktur. Ältere Versionen basierten auf SUSE.                                                                    |
| Austrumi           | Austrumi ist ein minimalistisches Live-System, welches das Ziel verfolgt, bei möglichst kompakten Ausmaßen ein möglichst vollständiges System anzubieten. |
| HostGIS            | HostGIS ist eine kommerzielle Distribution, die darauf abzielt, Daten aus Geoinformationssystemen zu verarbeiten.                                         |
| ImagineOS          | ImagineOS (früher GoblinX) ist eine Live-CD. ImagineOS ist modular aufgebaut und kann zusätzliche Software in das Live-System integrieren.                |
| Kongoni            | südafrikanische Distribution, die nur freie Software verwendet und dem KISS-Prinzip folgt.                                                                |
| RIP                | RIP (Recovery Is Possible) ist ein Rettungssystem, das auch diverse proprietäre Filesysteme unterstützt.                                                  |
| Plamo              | Distribution aus Japan mit japanischer Lokalisierung. |
| Porteus            | Live-System mit KDE4 oder LXDE. |
| Salix OS           | zu Slackware vollständig kompatible Distribution mit XFCE-, KDE-, Fluxbox, LXDE oder Ratpoison-Oberfläche und einer Anwendung pro Aufgabe.                |
| Slax               | modulare Live-Distribution mit KDE als Desktop-Umgebung. Eine Zeit lang schien das Projekt eingeschlafen zu sein, doch dann wurde es doch weitergeführt.  |
| Superb Mini Server | Superb Mini Server (SMS) ist ein Live-Server-Betriebssystem, das ohne graphische Benutzeroberfläche auskommt und auf Slax basiert.                        |
| Vector             | schlanke Distribution mit Xfce als Desktop-Umgebung; enthält auch proprietäre Software wie zum Beispiel Multimedia-Codecs oder Wireless-Treiber.          |
| Zenwalk            | schlanke Distribution mit Xfce als Desktop-Umgebung, die für jede Aufgabe nur ein Programm vorsieht, weshalb die Softwareauswahl eher beschränkt ist.     |

### openSUSE und Derivate
openSUSE (einst SuSE) wird in Nürnberg von SUSE, einem unabhängigen Geschäftsbereich der Firma The Attachmate Group (früher von Novell), entwickelt. Die Distribution kann komplett über das Werkzeug YaST administriert werden.
| Distribution                         | Beschreibung |
| ------------------------------------ | --- |
| Gibux                                | interne Distribution der türkischen Steuerbehörde                                                                                                   |
| OpenSUSE Leap                        | Community Edition von SLES/D mit Stable Repositories                                                                                                |
| OpenSUSE Tumbleweed                  | Community Edition von SLES/D mit Latest Repositories                                                                                                |
| OpenSUSE MicroOS                     | Spezialiesiertes OS spezielle ausgelegt fpr Cluster Node's                                                                                          |
| Gecko Linux                          | OpenSUSE Tumbleweed Derivat |
| Linkat                               | Distribution des Bildungsministeriums des Generalitat de Catalunya, speziell für den Einsatz in Bildungseinrichtungen. Verwendet GNOME als Desktop. |
| SUSE Linux Enterprise Desktop/Server | (SLED, SLES) Kommerzielle und kostenpflichtige Distribution von der SUSE LLC (früher SUSE GmbH).                                                    |

## Andere
Einige Linux-Distributionen wurden von Grund auf neu erstellt und können deshalb nicht als Derivat einer anderen Distribution angesehen werden. Andere übernahmen Teile aus diversen anderen Distributionen, weshalb eine klare Zuordnung unmöglich ist.
| Distribution       | Beschreibung |
| ------------------ | --- |
| AliOS              | von der Firma AliCloud für den chinesischen Markt entwickelte Distribution für Smartphones und Tablets. Es weist einige Ähnlichkeiten mit Android auf.                                                                         |
| Alpine             | auf Router-, Firewall-, VPN- und VoIP-Geräte ausgelegte Distribution, die auf der musl libc (ab Version 3.0, davor uClibc) und BusyBox aufbaut.                                                                                |
| Android            | von der Open Handset Alliance entwickelte Distribution für Smartphones und Tablets. In vielen Hinsichten unterscheidet sich Android stark von den meisten anderen Distributionen.                                              |
| Batocera Linux     | Distribution um eine eigene Retrogaming-Spielekonsole zu erstellen. |
| blackPanther OS    | Eine ungarische, auf Mandriva (grafische Konfiguration), Fedora (grafische Oberfläche) und Ubuntu (Kernel und Treiber) basierende Distribution.                                                                                |
| Chimera Linux      | Eine Linux-Distribution, die ohne GNU auskommt, indem sie große Teile des BSD-Userland (von FreeBSD) verwendet. Unter anderem wird es mit LLVM statt GCC übersetzt, und statt systemd ist Dinit implementiert.                 |
| Crux               | schlanke Distribution, die sich an sehr erfahrene Linux-Benutzer richtet. |
| Devil              | Live-System für den Einsatz als Router und Firewall |
| Dragora            | Distribution aus Argentinien, die dem KISS-Prinzip folgt. |
| eisfair            | für den Einsatz als Internetserver geschaffene Server-Distribution. |
| fli4l              | Distribution für den Einsatz als Router und Firewall. |
| Foresight          | Distribution mit der Conary Paketverwaltung. |
| Geexbox            | schlanke Live-CD, die den Betrieb eines HTPCs (Home Theater PC) ermöglicht. Sie verwendet den MPlayer zum Abspielen der Multimedia-Dateien.                                                                                    |
| GrapheneOS         | Ein auf Android basierendes Smartphone-Betriebssystem, das Security-gehärtet ist. |
| IPCop              | freie Linux From Scratch basierte Distribution die sich aus Smoothwall entwickelt hat, fungiert in erster Linie als Router und Firewall.                                                                                       |
| IPFire             | Distribution, die als Router und Firewall fungiert. |
| KaOS               | Schlanke Distribution mit rolling-release Modell, die sich auf die Verwendung von KDE und Qt fokussiert hat. Die Distribution gibt es seit 2013 und ist nur für 64-Bit-Systeme verfügbar.                                      |
| Kwort              | auf Crux basierende Distribution, die den Openbox Window-Manger und den kpkg Paketmanager nutzt. |
| Lakka              | Retrogaming-Medienzentrum-Distribution auf Basis von LibreELEC |
| LibreELEC          | Abspaltung von OpenELEC ebenfalls mit Fokus auf Home Theater Personal Computer |
| Lighthouse64       | Live-Distribution für 64-Bit-Systeme, die auf Puppy Linux basiert. |
| Linux From Scratch | Keine Distribution im eigentlichen Sinne, sondern Anleitung um ein Linux-System komplett aus den Quellen selbst zu kompilieren.                                                                                                |
| LPS                | Live-Distribution des US-Verteidigungsministeriums, die von einem USB-Stick oder einer CD gestartet wird und im Hochsicherheitsbereich angewendet wird, wenn auf dem benutzen Rechner keine Spuren hinterlassen werden dürfen. |
| Lunar              | quellbasierte Distribution. |
| MacPup             | schlanke, minimalistische Distribution auf Puppy-Basis, die die Enlightenment-Oberfläche benutzt. Der Name deutet auf die optische Anlehnung an macOS hin.                                                                     |
| Momonga            | Distributions-Projekt, das in mit einer Bazar genannten Methode entwickelt wird. |
| NixOS              | Distribution basiert auf dem Ansatz deklarativer Systemkonfiguration, um reproduzierbare und zuverlässige Systemkonfiguration und in Folge reibungslose Systemaktualisierungen zu erlauben.                                    |
| openmamba          | Live-CD-Distribution mit proprietären Treibern und proprietären Multimedia-Codec. Als Paketverwaltung wird APT-RPM und Synaptic eingesetzt. openmamba ging aus dem QiLinux-Projekt hervor.                                     |
| OpenWrt            | bevorzugt für Embedded Systems (oder auch Smartphones) als W-LAN-Router/Firewall, läuft diese kompakte Distribution, die ursprünglich aus einer Linksys Firmware entstanden ist, auch auf Desktop-PCs oder in VMs.             |
| Paldo              | (pure adaptable linux distribution) Schweizer Distribution, mit ihrem eigens entwickelten UPKG-Paketmanager. paldo sieht für jede Aufgabe nur ein Programm vor, weshalb nur Gnome als Desktop-Umgebung vorhanden ist.          |
| Plop               | minimales Rettungssystem, das von einem Live-Medium oder mittel PXE gestartet werden kann |
| Puppy              | schlanke Distribution aus Australien, die JWM als Fenstermanager verwendet. |
| SliTaz             | mit weniger als 40 MB sehr kompakte Live-Distribution aus der Schweiz, die 256 MB RAM (oder mit einer speziellen Ausgabe auch nur 24 MB) für den vollständigen Betrieb inklusive grafischer Oberfläche benötigt.               |
| Solus              | Ist eine eigenständige Linux-Distribution, die seit 2014 gemeinschaftlich entwickelt wird. |
| Sophos UTM         | Sophos UTM (früher Astaro) ist eine kommerzielle, auf Netzwerksicherheit spezialisierte Distribution für Proxy-, IPsec- und VPN-Aufgaben. Als Userinterface wird Webmin eingesetzt.                                            |
| Tiny Core          | minimalistische Live-Distribution mit grafischem System, die nur 16 MB groß ist und komplett von RamDisk bzw. im RAM läuft. Die noch kompaktere Variante Core benötigt sogar nur 11 MB.                                        |
| Void Linux         | eine von Grund auf neu, um den Paketmanager xbps entwickelte Distribution, welche runit als init System nutzt. |
| xPUD               | schlanke Distribution, die in nur 10 Sekunden starten soll. |

## Historische Distributionen
Es gibt zahlreiche Linux-Distributionen, deren Entwicklung eingestellt wurde, die aber einen großen Einfluss auf die Geschichte von Linux selbst und/oder die nachfolgenden Distributionen hatten. Distributionen, die länger als drei Jahre von den Entwicklern nicht mehr gepflegt wurden, oder wenn die Entwicklung offiziell eingestellt wurde, gelten als historisch.
| Distribution      | Beschreibung |
| ----------------- | --- |
| 64 Studio         | zum Erzeugen von digitalen Inhalten auf 64-Bit- und 32-Bit-Systemen; ist aus der von AGNULA 2001–2005 entwickelten DeMuDi (Debian Multimedia Distribution) hervorgegangen; als installierbare DVD (kein Live-System) oder Live-CD erhältlich |
| Antergos          | Distribution mit voreingestellten Gnome-3-Desktop; der Benutzer kann sich bei der grafischen Installation jedoch auch für Cinnamon, Xfce, openbox oder KDE entscheiden. Antergos greift direkt auf die Arch-Repositories zu. Somit stehen für Antergos dieselben Pakete zur Verfügung wie für Arch. Die Entwicklung wurde am 21. Mai 2019 eingestellt. |
| Ark               | (nicht zu verwechseln mit Arch) war ein Fedora-Derivat, das sich vor allem an Personen ohne Linux- oder Computer-Kenntnisse richtete. Ark verwendete ein etwas ungewohntes Sicherheitssystem, bei dem der normale Benutzer ohne Eingabe des Root-Passwortes grafische Administrations-Programme ausführen konnte.                                      |
| Aurox             | 2006 eingestelltes polnisches Distributions-Projekt, welches auf Fedora basierte. |
| BackTrack         | zur Überprüfung der Systemsicherheit. Ubuntu-basierende Live-CD; ältere Versionen basierten auf Slackware. War der Vorgänger von Kali Linux (siehe unter Debian-Derivate). |
| bada              | von Samsung Electronics entwickelte Distribution für Smartphones. In vielen Hinsichten unterscheidet sich bada grundlegend von den meisten anderen Distributionen. Die Entwicklung wurde im Februar 2013 eingestellt. |
| BasicLinux        | minimalistische Distribution, die von einer einzigen Diskette (1,44 MB) oder aus DOS heraus startbar war und auf Slackware beruhte. |
| Caldera OpenLinux | Die SCO Group (früher Caldera) war vom Jahr 1996 bis kurz nach dem Millennium einer der führenden Linux-Distributoren. 2002 wurde die Entwicklung der beliebten, kommerziellen Distribution eingestellt. Später stellte sich SCO gegen Linux. |
| ConnochaetOS      | Distribution, die IceWM als Desktop-Umgebung nutzt und ausschließlich freie Software enthält. ConnochaetOS ist der Nachfolger von DeLi. |
| Corel             | für die damalige Zeit sehr einfach zu bedienende auf Debian basierende Desktop-Distribution; von Corel 1999 bis 2001 entwickelt. |
| CrunchBang        | ehemalige schlanke Debian-basierende Distribution, die den Openbox-Fenstermanager verwendet; es existierte unter anderem auch eine Version für den Asus Eee PC |
| Damn Vulnerable   | Live-System, das besonders verwundbare Software sowie Dokumentation über die Entstehung und Funktionsweise von Sicherheitslücken enthält. Primär als Schulungssystem für Sicherheitspersonal gedacht. |
| DLD               | (Deutsche Linux-Distribution) erste deutschsprachige Linux-Distribution; basierte auf Slackware; von 1992 bis 1999. |
| Dreamlinux        | aus Brasilien stammende Distribution; enthält alle gängigen proprietären Multimedia-Codecs; die Arbeitsoberfläche gleicht der von macOS; sowohl GNOME als auch Xfce ist auf der installierbaren Live-CD vorhanden. Die letzte Version (Dreamlinux Version 5) stammt vom Januar 2012.                                                                   |
| Easy Peasy        | (vormals Ubuntu Eee) auf Netbook-Systeme angepasste Distribution. |
| EnGarde Secure    | Server-Distribution der Guardian Digital, Inc. Die letzte Version wurde 2008 veröffentlicht. Basierte auf RedHat. |
| Firefox OS        | von der Mozilla Corporation entwickelte Distribution für Smartphones und Tabletcomputer. Die Entwicklung wurde 2017 eingestellt. |
| Fluxbuntu         | schlanke Distribution mit Fluxbox als Desktop-Umgebung. Die letzte Version erschien im Oktober 2007. Basierte auf Ubuntu. |
| Freespire         | von der Community von Linspire, Inc. entwickelte Distribution, die zahlreiche nicht-freie/proprietäre Software verwendet; ist im Gegensatz zu Linspire kostenlos. Die letzte Version erschien im Jahr 2007. Basierte auf Ubuntu. |
| Fuduntu           | Distribution, die auf Fedora basierte und die Vorzüge von Fedora und Ubuntu zu vereinen versuchte. |
| GoboLinux         | modulare Distribution, die sich an erfahrene Anwender richtet. Statt eines Paketmanagers übernimmt eine Verzeichnis-Struktur die Verwaltung der installierten Software. |
| gOS               | Diese Distribution wurde Anfang 2007 mit den 199 USD teuren gPC von der Firma gOS LLC. vorgestellt. Das System war auf Google-Anwendungen ausgerichtet und basierte auf Ubuntu. Anfang 2011 wurde die Projektseite vom Netz genommen. |
| KateOS            | Distribution aus Polen mit Xfce als Desktop-Umgebung. Basierte auf Slackware und veröffentlichte im September 2007 die letzte Version. |
| Libranet          | Debian-Abkömmling, seit 2005 eingestellt. |
| Linspire          | kommerzielle, kostenpflichtige Distribution von Linspire Inc.; basierte auf Freespire. Die Entwicklung wurde im Juli 2008 eingestellt. |
| LinuxPPC          | auf Red Hat Linux basierende Distribution für PowerPC-Computer. |
| Maemo             | Smartphone-Betriebssystem, das von der Firma Nokia bei der Entwicklung gefördert wurde. Im Februar 2010 wurde bekannt, dass Maemo mit dem von Intel entwickelten MeeGo verschmelzen soll, welches auf Moblin und Fedora basiert. |
| Moblin            | wurde von Intel gesponsert; weitere Anbieter (Canonical, Novell usw.) arbeiten an Moblin kompatiblen Distributionen. Basierte auf Fedora. |
| Morphix           | Live-System. Im September 2008 erschien die letzte Version. |
| MoviX             | auf die Wiedergabe von Multimedia-Inhalten spezialisierte Live-Distribution. Die letzte Version wurde im Jahr 2005 veröffentlicht. |
| MythDora          | ermöglichte den Betrieb eines HTPCs mit dem Mediacenter MythTV. Basierte auf Fedora. 2010 wurde die Entwicklung eingestellt. |
| nUbuntu           | nUbuntu (oder Network Ubuntu) richtet sich vor allem an Netzwerk-Administratoren und verwendet den Fluxbox als Desktop-Umgebung. Die Weiterentwicklung von nUbuntu wurde 2006 eingestellt, lebte 2008 jedoch wieder kurz auf. Derzeit ist die Projekt-Seite ohne Erklärung geschlossen.                                                                |
| OpenELEC          | Speziell für das XBMC / Kodi Media Center optimierte Linux-Version. Es ist ein kleines und schnell startendes Linux-System – hauptsächlich entwickelt, um von Flash-Speichern wie CompactFlash zu booten. |
| OpenFiler         | NAS-System auf Basis von rPath Linux |
| Pear OS           | Distribution, die auf Ubuntu basierte und sich stark an der Benutzeroberfläche von Mac OS bzw. macOS orientierte |
| PHLAK             | (Professional Hacker’s Linux Assault Kit) als Werkzeug für Sicherheitsdienstleister erstellte Live-CD. Die Entwicklung wurde 2005 eingestellt. Es basierte auf Morphix. |
| Progeny Debian    | von u. a. Ian Murdock ins Leben gerufene Distribution, die zunächst als Alternative zu Debian 3.1 erfolgreich war. Die Arbeit an Progeny Debian wurde 2007 eingestellt. |
| Red Hat           | (nicht zu verwechseln mit RHEL) entwickelt von 1994 bis ins Jahr 2003 von Red Hat; Fedora und Mandriva basieren direkt auf Red Hat Linux; der weit verbreitete RPM Package Manager stammt aus dieser Distribution. |
| Rock              | quellcodebasierte Distribution für Administratoren. |
| SLS               | gilt als die erste aller Linux-Distribution. Das wegweisende Slackware basiert direkt auf SLS. |
| Trustix Secure    | TSL war speziell auf Sicherheit getrimmt und für den Server-Betrieb ausgelegt. |
| U-Lite            | speziell für ältere Computer konzipierte Distribution mit LXDE als Desktop-Umgebung; lief bereits mit einer Hardwareausstattung von 200 MHz (Prozessor) und 64 MB RAM. Ältere Bezeichnung: Ubuntulite. |
| Wolvix            | verfolgte ähnliche Ziele wie Zenwalk. Die letzte herausgebrachte Version stammt aus dem Jahr 2010. |
| Xandros           | kommerzielle Distribution der gleichnamigen Firma. Die letzte Version wurde im Jahr 2007 veröffentlicht. |
| xUbuntu           | xUbuntu (Xbox Ubuntu) war (anno 2006–2008) eine für die ersten Xbox (V. 1.0–1.6) angepasste Distribution. |
| Yggdrasil         | gilt als erste kommerziell vertriebene Distribution und ist immer noch als Download erhältlich, Vertrieb von 1992 bis 1995. |
| YOPER             | (Your Operating System) für i686-Prozessoren optimierte, Distribution mit KDE als Desktop-Umgebung. Die Basis der in Neuseeland entwickelten Distribution war Red Hat Linux. Die letzte Version wurde im April 2010 veröffentlicht. |

## Siehe auch

Zeitleiste mit der Entwicklung verschiedener Linux-Distributionen